# 海因茨·波莱
海因茨·波莱（德語：Heinz Pollay，1908年2月4日—1979年5月14日），德国男子马术运动员。他曾代表德国参加1936年和1952年夏季奥林匹克运动会马术比赛，获得二枚金牌和一枚铜牌。